# جان مورینو
جان مورینو (انگلیسی: John Moreno؛ زادهٔ ۴ مارس ۱۹۳۹) بازیگر اهل بریتانیا است.

## گزیدهٔ فیلم‌شناسی

### سینما
- فقط بخاطر چشمان تو (۱۹۸۱)

### تلویزیون
- بو ژست (۱۹۸۲)
- دکتر هو - اپیزودهای «سفیر مرگ» (۱۹۷۰)